# Arthur Mennell

Deckelillustration zu Buchholtzens in der Schweiz

Arthur Mennell (* 2. Oktober 1855 in Weißenfels; † 1. April 1941 in Greifenberg) war ein deutscher Buchhändler, Schriftsteller, Maler und Fotograf.

## Leben
Mennell hielt sich 1885 in Paris auf und lebte seit 1888 in Leipzig. Er war ein Verehrer Bismarcks und hat mehrere Bismarck-Veröffentlichungen mit eigenen Fotos hergestellt. Erfolgreich war er mit seinen Imitaten der Buchholz-Bücher Julius Stindes. Eine gewisse Bekanntheit erlangte er durch das Buch von Lothar Machtan: Bismarcks Tod und Deutschlands Tränen, in dem Mennells Schriften als „geschwätzige Kolportageliteratur“ und als „Enthüllungsjournalismus“ beschrieben werden.

Umschlagillustration zu Arthur Mennells Buchholtzens in Paris

## Schriften
- Pariser Luft. Unflad, Leipzig 1885
- Buchholtzens in Paris. Kuriose Reiseerlebnisse einer Berliner Familie in der französischen Hauptstadt. 1. – 14. Aufl. Unflad, Leipzig 1885
- Buchholtzens in der Schweiz. Kuriose Reiseerlebnisse einer Berliner Familie. Unflad, Leipzig 1886. (Digitalisat der 15. Aufl.)
- Buchholz und Knebbchen auf dem Skatcongreß. 1. - 18. Aufl. Unflad, Leipzig 1887
- Mittags beim Kaiser in Seinen letzten Lebenstagen. Verlag des Litterarischen Vereins, Leipzig 1888. (Digitalisat)
- Die Königsphantasien. Eine Wanderung zu den Schlössern König Ludwig's II. von Bayern. Verlag der Literarischen Gesellschaft, Leipzig, 1888–1890. (Digitalisat)
- Goldene Chronik der Wettiner. Hrsg. von Arthur Mennell. Verlag der Literarischen Gesellschaft, Leipzig 1889
- Bismarckbilder aus dem Sachsenwalde. Verlag der Literarischen Gesellschaft, Leipzig 1892.
- Bismarck-Denkmal für das Deutsche Volk. Begonnen von Arthur Mennell (S. 1–105). Fortgeführt von Bruno Garlepp. 2 Bände. Weller, Berlin 1895–1898. (Digitalisat Band 1)